# Bobby Franks

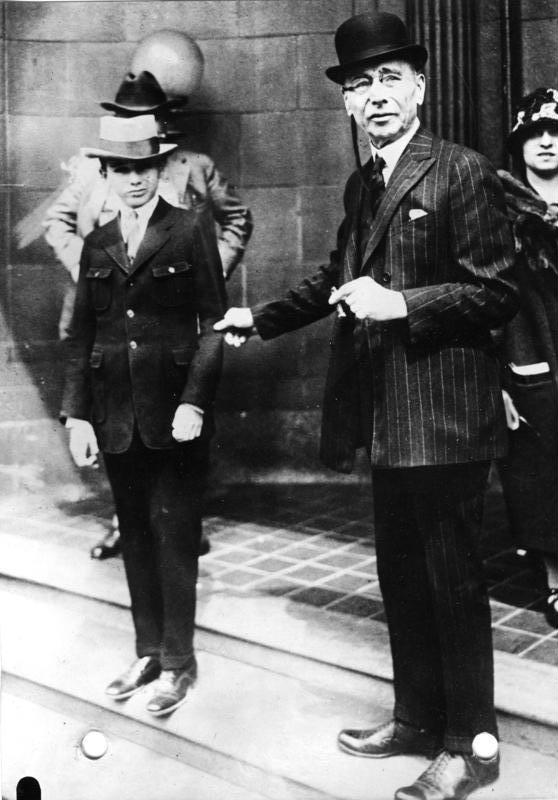
Bobby Franks (z lewej)

Bobby Franks, właśc. Robert Emanuel Franks (ur. 19 września 1909, zm. 21 maja 1924) – czternastoletnia ofiara morderstwa, zabity przez nastoletnich kryminalistów Nathana Leopolda i Richarda Loeba.
Był synem milionera z Chicago, Jacoba Franksa, oraz sąsiadem Richarda Loeba. Leopold i Loeb nie mieli rozsądnego motywu, porwali i zamordowali chłopca, ponieważ chcieli popełnić zbrodnię doskonałą. Franks, którego rodzina mieszkała naprzeciwko rezydencji Loebów, został wybrany jako przypadkowa ofiara w dniu morderstwa.
Zwłoki Franksa zostały znalezione nad Wolf Lake, około 15 mil (ok. 24 km) na południe od Chicago Loop. Nathan Leopold i Richard Loeb, bronieni przez znanego adwokata Clarence'a Darrowa, zostali skazani na karę dożywotniego pozbawienia wolności za morderstwo i 99 lat za porwanie, podczas procesu nazwanego przez prasę "procesem stulecia". Loeb został zamordowany przez współwięźnia z celi w 1936 roku. Leopold został zwolniony warunkowo za poręczeniem i przeniesiony do Puerto Rico. Zmarł na zawał serca w 1971 roku.
Gdyby nie wizyta u lekarza, ofiarą tego morderstwa byłby jedenastoletni Armand Deutsch. Tego dnia, Deutsch został odebrany ze szkoły przez szofera. Zamiast niego zabójcy wybrali Franksa. Deutsch dożył 92 lat.